# Distrito Histórico de East Grand Boulevard
El Distrito Histórico de East Grand Boulevard está ubicado a lo largo de East Grand Boulevard entre East Jefferson Avenue y Mack Avenue en Detroit, Míchigan. El distrito fue incluido en el Registro Nacional de Lugares Históricos en 1999.

## Historia
A fines del siglo XIX, con la creación de calles anchas y elegantes se buscaba desarrollar los principios del movimiento City Beautiful. Después de mucho debate, en la década de 1890, Detroit adoptó la idea de crear un "Gran Bulevar" que rodeara la ciudad. En 1913, el Grand Boulevard ajardinado fue generalmente reconocido como una atracción importante de la ciudad y una dirección prestigiosa para residir.
En un principio, las casas ubicadas a lo largo de la sección oriental del Boulevard se encontraban entre las más grandiosas de la ciudad. Sin embargo, ya a mediados de la década de 1920, el prestigio de la zona había comenzado a disminuir.
Durante la Gran Depresión y más tarde durante la Segunda Guerra Mundial, algunas de estas mansiones se subdividieron en pequeños apartamentos. Actualmente, esta sección de Grand Boulevard se ha convertido en un vecindario de uso mixto. Solo unas pocas de estas viviendas todavía se utilizan como residencias unifamiliares; muchas sirven como hogares colectivos con carácter social.

## Descripción
East Grand Boulevard incluye algunos edificios de apartamentos de tamaño moderado y numerosas casas grandes. Los edificios de apartamentos en el distrito incluyen El Tovar Apartments, Saint Paul Manor Apartments y Kingston Arms Apartments. Las estructuras en este distrito se construyeron principalmente entre 1900 y 1925.

## Galería

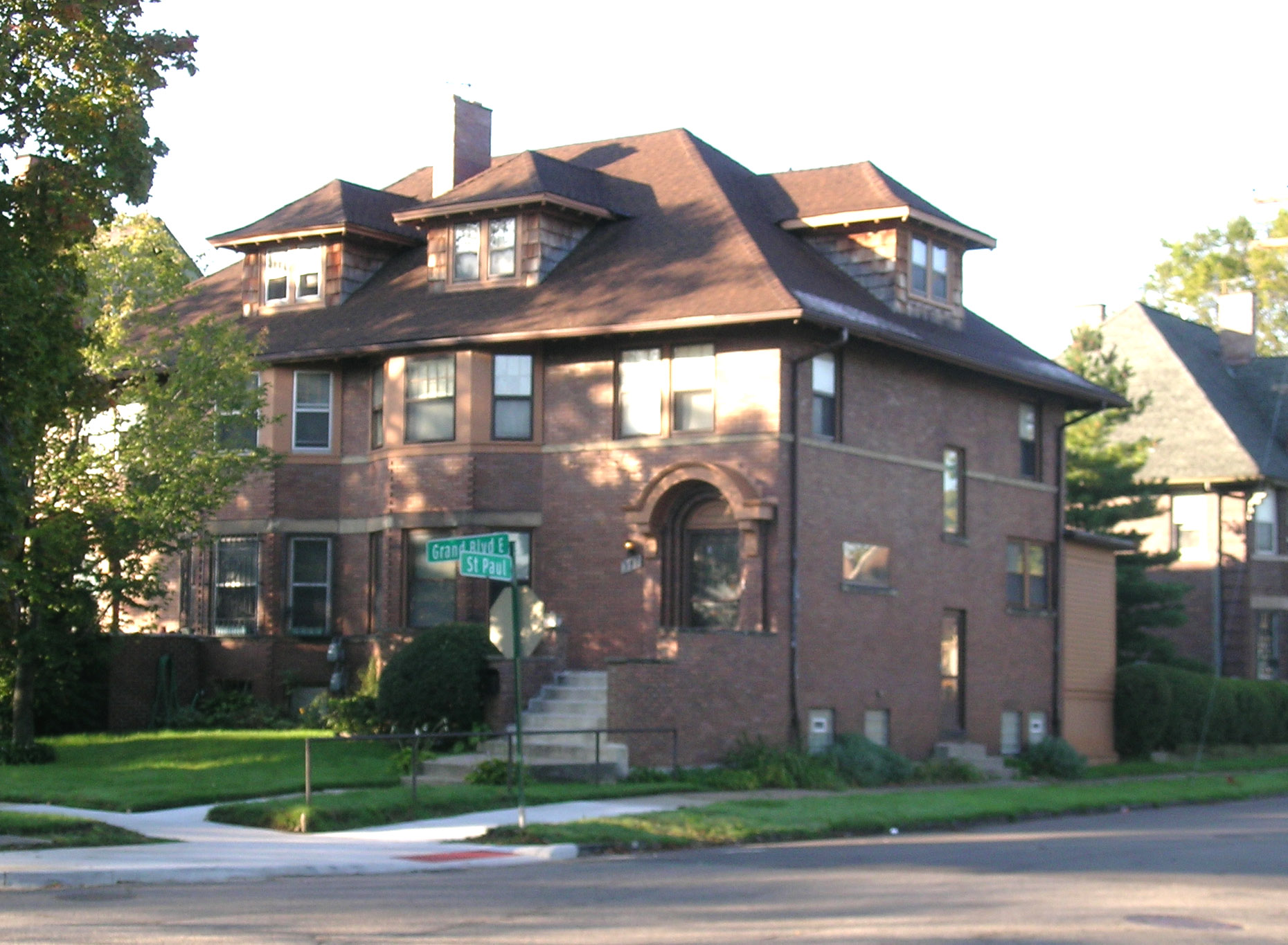
Casa en East Grand Boulevard.
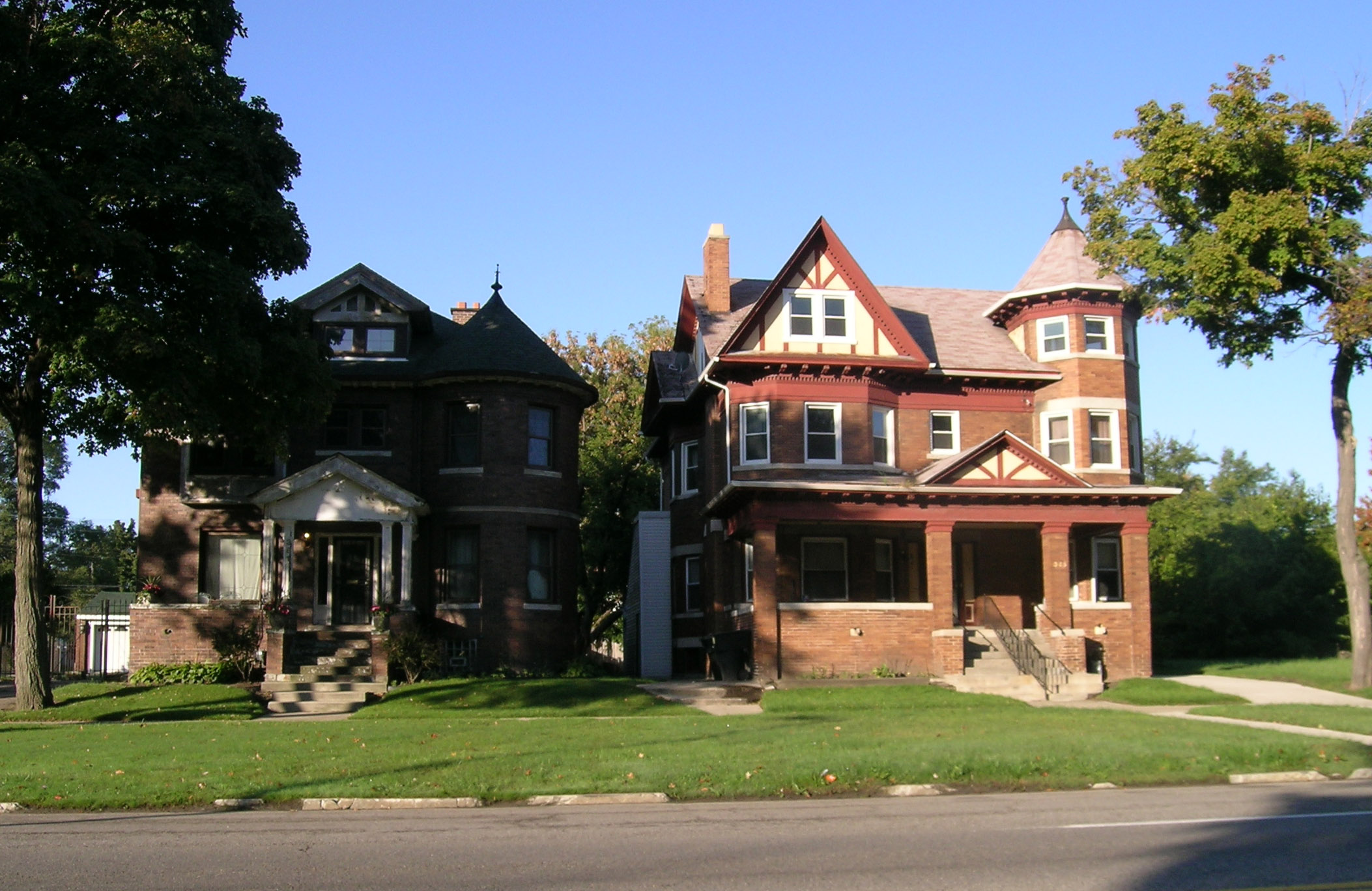
Casas en East Grand Boulevard.
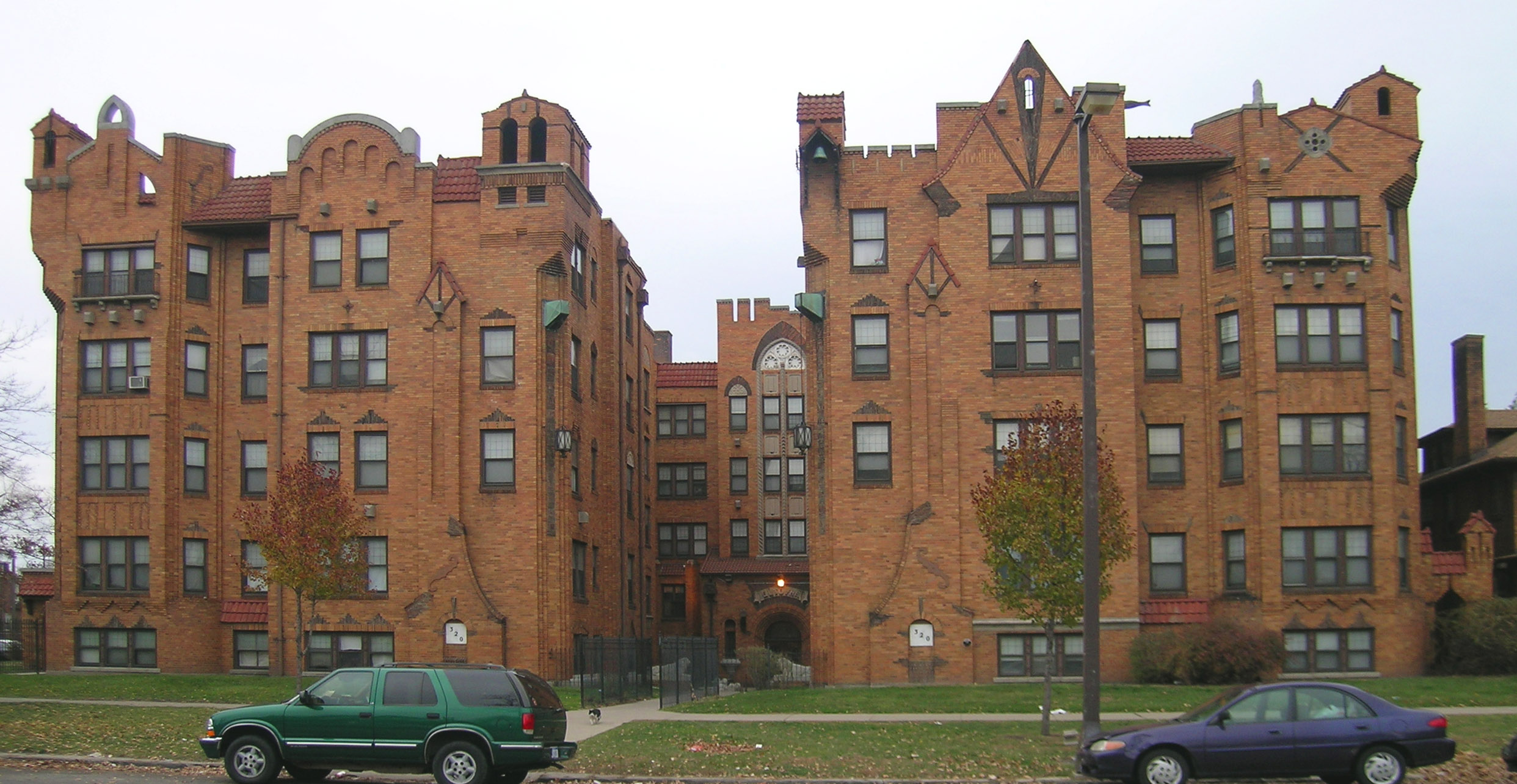
El Tovar Apartments.
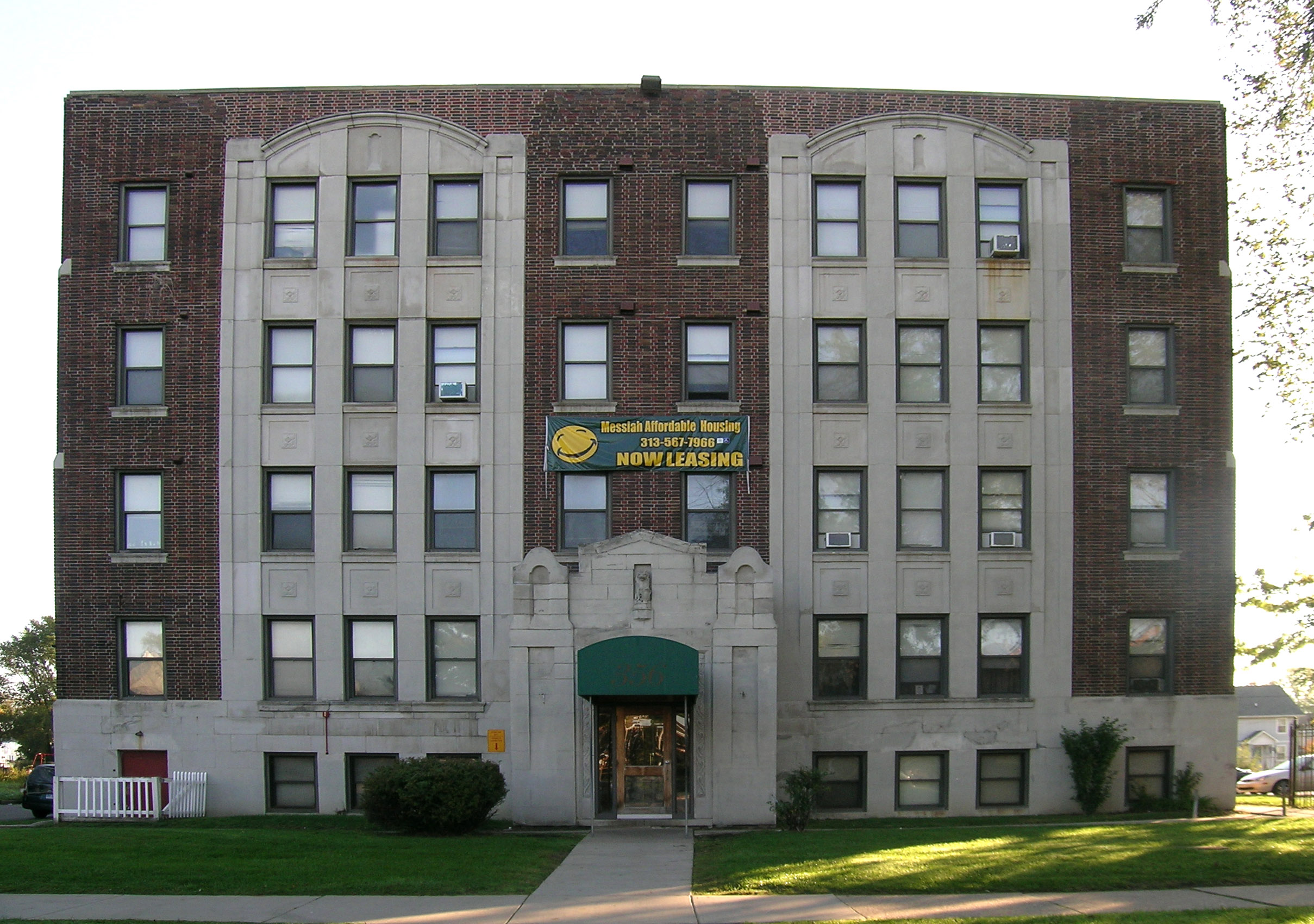
Saint Paul Manor Apartments.